# Craspidospermum verticillatum
Craspidospermum verticillatum är en oleanderväxtart som beskrevs av Wenceslas Bojer och Joseph Decaisne. Craspidospermum verticillatum ingår i släktet Craspidospermum och familjen oleanderväxter. Inga underarter finns listade i Catalogue of Life.